# Rhopalodinaria
Rhopalodinaria is een geslacht van zeekomkommers uit de familie Rhopalodinidae.

## Soorten
- Rhopalodinaria bocherti Thandar, Zettler & Arumugam, 2010
- Rhopalodinaria gigantea Cherbonnier, 1970
- Rhopalodinaria minuta Cherbonnier, 1970